# Tomoa Narasaki
Tomoa Narasaki (jap. 楢崎 智亜 Narasaki Tomoa; ur. 22 czerwca 1996, Utsunomiya w prefekturze Tochigi) – japoński wspinacz sportowy, specjalizujący się boulderingu, prowadzeniu oraz we wspinaczce łącznej. Trzykrotny mistrz świata oraz wielokrotny medalista mistrzostw świata i mistrzostw Azji.

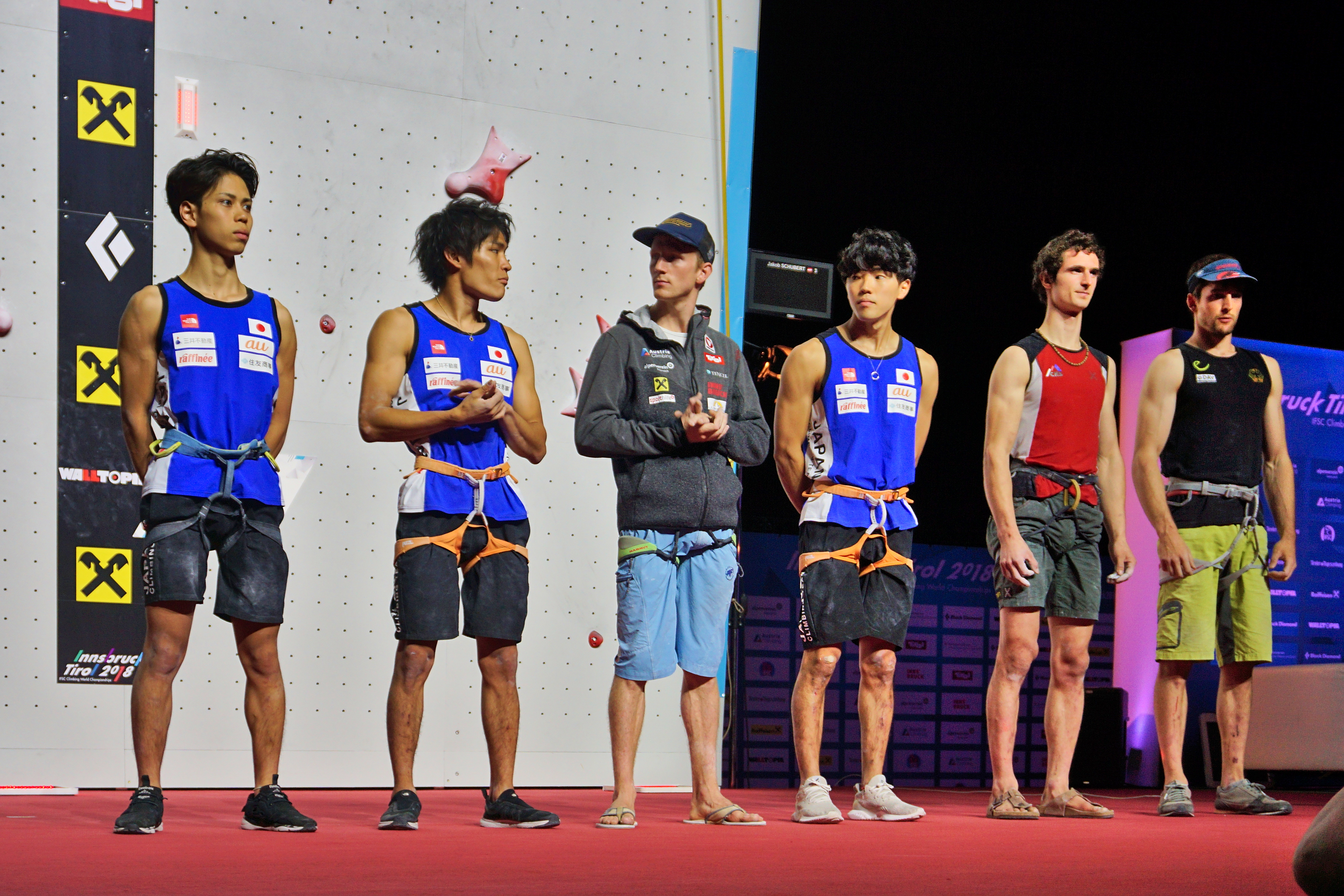
Innsbruck MŚ 2018. Finaliści wspinaczki łącznej drugi z lewej Tomoa Narasaki

Jego młodsz brat Meichi Narasaki jest również profesjonalnym wspinaczem sportowym.

## Kariera sportowa
W 2016 roku w Paryżu został mistrzem świata w boulderingu
Brązowy medalista igrzysk azjatyckich z Dżakarty w 2018 roku we wspinaczce łącznej.
W 2019 w Hachiōji zdobył dwa złote medale; w boulderingu oraz we wspinaczce łącznej. Zajęcie 1. miejsca w klasyfikacji generalnej wspinaczki łącznej zapewniło bezpośrednie kwalifikacje na IO 2020 w Tokio we wspinaczce sportowej.

## Osiągnięcia

### Mistrzostwa świata
| Konkurencje        | 2016 | 2018 | 2019 |
| Bouldering         | 1    | 7    | 1    |
| Prowadzenie        | —    | 13   | 4    |
| Wspinaczka na czas | —    | 21   | 22   |
| Wspinaczka łączna  | —    | 5    | 1    |

### Igrzyska azjatyckie
| Konkurencje       | 2018 |
| Wspinaczka łączna | 3    |

### Mistrzostwa Azji
| Konkurencje | 2016 | 2017 |
| Bouldering  | 2    | 4    |
| Prowadzenie | —    | 26   |